# Собор Святого Франциска Ксаверия (Гродно)
Кафедральный собор Святого Франциска Ксаверия, неофициально называется также Фарный костёл — католический собор в городе Гродно, кафедральный собор Гродненского диоцеза. Один из четырёх храмов Беларуси, носящих титул малая базилика. Был построен как храм ордена иезуитов.
Находится на главной площади города и является её архитектурной доминантой.

## История

### Предыдущие храмы иезуитов
Первым иезуитским храмом города должна была стать так называемая Фара Витовта, однако иезуиты отказалась принять этот храм.
Король Стефан Баторий завещал иезуитам деньги на строительство гродненского коллегиума «Из денег на освобождение пленников остаётся 30 000 злотых, из этой суммы 10 000 я отдаю на строительство гродненского костёла и коллегиума».

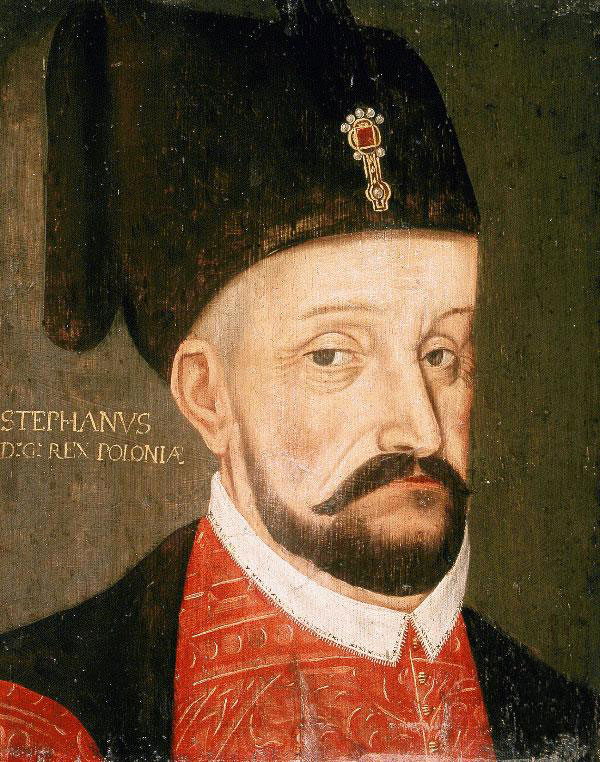
Король Стефан Баторий - благодетель гродненских иезуитов. Портрет неизвестного художника, предположительно написан в 1586 году, в Гродно.

Считается, что уже в 1622 году монахи-иезуиты все-таки появились в городе, чтобы воспользоваться подношением Станислава Косабудского. Первоначально иезуиты жили в доме Мосальского. Первые годы орден действовал при главном католическом храме. Считается, что иезуиты служили в часовне Халецких, пристроенной к главному католическому собору .
Долгое время данные о завершении строительства собственной иезуитской церкви в 1663 году считались абсолютно точными, пока не были поставлены под сомнение Ежи Пашендой, который указывал на то, что предполагаемый строитель храма — епископ смоленский Франтишек Далмат Исаковский, умер в 1654 году, сбежав из Смоленска, на который наступали московские войска. Даты постройки храма в 1647 и 1667 годах появляются в литературе, согласно Пашенде, благодаря конституциям сейма, которые утверждают пожалования иезуитом. Однако неучастие Исаковского в завершении строительства костёла не опровергает утверждение о строительстве иезуитского храма в 60-х годах XVII века. Конституция Сейма 1647 года указывает на то, что храм иезуитов ещё не построен: «должны быть построены церковь и коллегиум…» Ревизия гродненской экономии от 1650 года, перечисляет здания иезуитов, но не упоминает костёл. Все это позволяет с определённой уверенностью утверждать, что в 1650 году в Гродно ещё не было иезуитского костёла. Но уже в 1654 году один из иезуитов был упомянут под названием praefectus fabricae templi, что можно перевести как «глава храмовой фабрики», то есть начальник строительства. К этому периоду можно отнести начало строительства иезуитов в Гродно.
После окончания главной фазы боевых действий против русских войск, в начале 60-х годов XVII века, иезуиты смогли вернуться к строительству в Гродно. В 1664 году, в храм была принесена чудотворная икона Божией Матери Снежной, которая теперь находится в костёле Франциска Ксаверия.
В 1666—1667 годах к костёлу пристроили каменный пресвитерий. В завещании Юрия Михаила Бяницкого, сделанном в 1663 году, есть просьба похоронить его в иезуитской церкви в Гродно. В документах епископа Гродненского Варфоломея Вышамерского указывается, что костёл действовал в 1663 году. Таким образом, можно утверждать, что храм иезуитов действительно был построен в период с 1663 (если взять шире, то 1662) до 1667 года. У исследователей есть основания предполагать, что в документах ошибочно указана не дата постройки — 1663 год, а только имя Франтишка Исаковского, который к тому времени уже умер.
Правдивой выглядит также информация о строительстве в 1663 году именно каменного костёла. Существование деревянной иезуитской церкви в первой половине XVII века ставится под сомнение польским исследователем Пшемыславом Боровиком.
В 1673 году сейм, собравшейся в Варшаве, утверждает решение о проведении сеймов в Гродно, таким образом превращая город во вторую политическую столицу страны. Иезуиты, стремившиеся иметь наиболее превосходные храмы в главных городах Речи Посполитой, решают построить в Гродно более значительный храм. В 70-х годах XVII века (1678 году, согласно Ежи Пашенде) началось строительство нового храма, неподалёку от уже построенного костёла. Новым храмом иезуитов стал существующий сейчас костёл Св. Франциска Ксаверия. Старый храм, согласно некоторым гипотезам, был переделан в один из корпусов иезуитского коллегиума.

### Храм Франциска Ксаверия

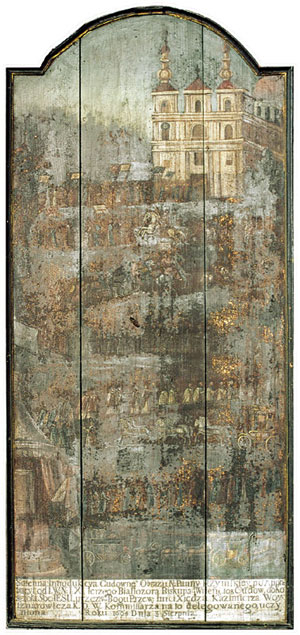
Фасад храма до создания вогнутых завершений башен.

Имя главного архитектора иезуитской святыни неизвестно специалистам.
Предполагается, что в строительстве принимали участие мастер гродненского строительного цеха Томаш Перстицкий и придворный архитектор мецената гродненских иезуитов Казимира Яна Сапеги, Джамбаттиста Фредиани.
Готовый костёл освятили в 1705 году. Церемонию провёл епископ Теодор Потоцкий, на ней присутствовали Пётр I и Август Сильный. Храм входил в комплекс монастыря иезуитов, некогда самого богатого в Речи Посполитой, занимавшего целый квартал в центральной части города (в здании самого монастыря с XIX в. и по настоящее время находится тюрьма).
У храма изначально был более скромный фасад, в духе так называемого сарматского барокко, а башни имели на ярус меньше.
В начале XVIII века, во время нахождения в соседнем здании, известном как Баториевка, королевской резиденции, костёл иезуитов был соединён с монаршим дворцом специальным переходом над Бригитткой улицей (Карла Маркса). Благодаря этому правитель мог посещать службы в костёле, не выходя на улицу.
В последующие годы иезуиты занимались отделкой интерьера и вносили некоторые изменения в облик святыни, в частности: в 50-х годах XVIII века были надстроены башни костёла.
В 1782 году костёл получил статус «фарного» храма, то есть стал главным католическим собором города.
В период 60-80-х годов XX века храм пытались забрать у верующих однако прихожане продолжали собираться в костёле. В 1988 году нормальная религиозная жизнь была возобновлена.
В 1990 году Папа Римский пожаловал костёлу титул «малая базилика».

## Здание храма
Храм представляет собой одну из самых больших барочных базилик Восточной Европы, его длина 60 метров, а ширина в трансепте 33 метра. По образцу гродненского иезуитского костёла построен костёл доминиканцев в Ружаностоке. В интерьере 13 алтарей и амвон.
Согласно публикации польского исследователя Ежи Пашенды, гродненский иезуитский костёл является «одним из ценнейших памятников польского барокко».
Белорусский искусствовед Тамара Габрусь считает, что храм «возможно, наиболее совершенный пример зрелого белорусского барокко».
По мнению белорусского историка архитектуры Евгения Асноревского, «храм является одним из величайших памятников церковного барокко в регионе, превосходящим, по совокупности своих художественных достоинств, любой другой барочный храм Речи Посполитой».
1 — главный алтарь
2 — алтарь Архангела Михаила
3 — алтарь Матери Божией Снежной (Студенческой иначе Конгрегатской)
4 — алтарь Св. Троицы
5 — алтарь Матери Божией Розария
6 — алтарь Св. Станислава Костки
7 — алтарь Св. Казимира
8 — алтарь Св. Тадеуша
9 — алтарь Иисуса Бичёванного
10 — алтарь Матери Божией Неустанной Помощи
11 — алтарь Св. Иософата Кунцевича
12 — алтарь Матери Божией Скапулярия
13 — алтарь Св. Иосифа

### Экстерьер
Главный фасад костёла украшен рядами пилястр с лепными капителями. Верхние ярусы башен, созданные в XVIII веке, имеют вогнутые формы в духе рококо. Под центральным треугольным фронтоном расположена украшенная рокайльной лепниной ниша со скульптурой святого покровителя костёла Франциска Ксаверия. На фронтоне находятся две небольшие скульптуры святых. С двух сторон от главного входа, в нишах, расположены крупные деревянные скульптуры апостолов Петра и Павла. Главный купол имеет диаметр 13 метров. Небольшими куполами накрыты две часовни у апсиды костёла. Высота башен храма — 65 метров. По другим, видимо, более достоверным, данным — более 55 метров.
Экстерьер храма описал в своих воспоминаниях немецкий путешественник Вильгельм Шлемюллер, видевший костёл в 1752 году:

Костёл иезуитов. На рынке. Великолепное строение, превосходный памятник архитектуры. Фасад украшают два ряда колон (имеются ввиду пилястры), большого размера, в романском стиле. Расположенные выше опираются на расположенные ниже. С обеих сторон вздымаются башни удивительных пропорций, крыша покрыта свинцом. Пятнадцать ступеней ведут к большим дверям. 
— В. Шлемюллер. Дневник путешествия на сейм в Гродно.
На левой башне храма помещены циферблаты. Часы иезуитского костёла — одни из старейших действующих часов в Восточной Европе. Первое упоминание о них зафиксировано в актах "Гродненские привилегии" за 1496 год. И уже в тех актах эти часы характеризовались как "допотопные", а значит, очень старые. Часы реставрировались в 1995 г., и, как оказалось, настолько уникальные часовые механизмы изготавливались в XIII-XIV веках.

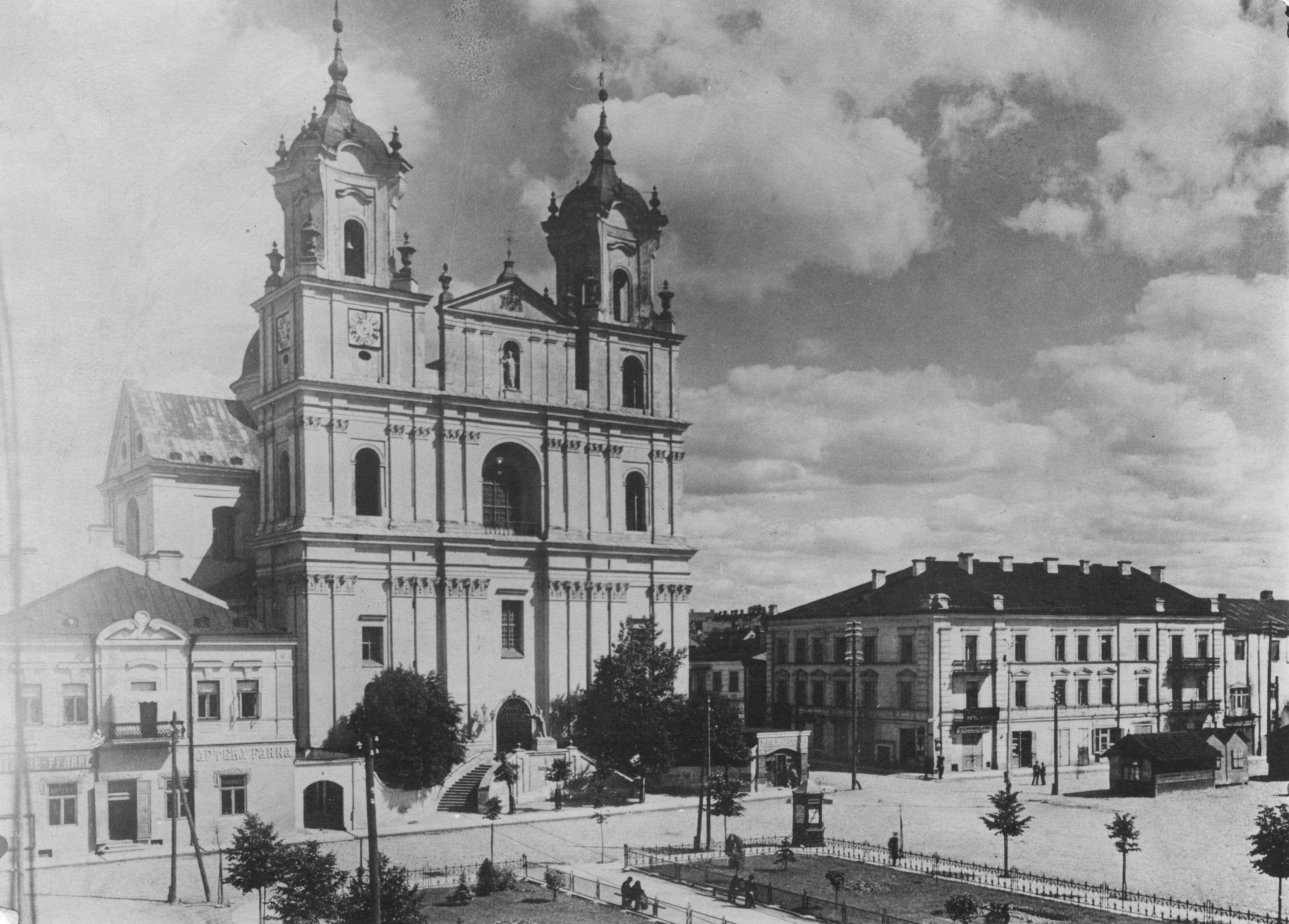
Фарный храм между 1920 и 1933 годом.
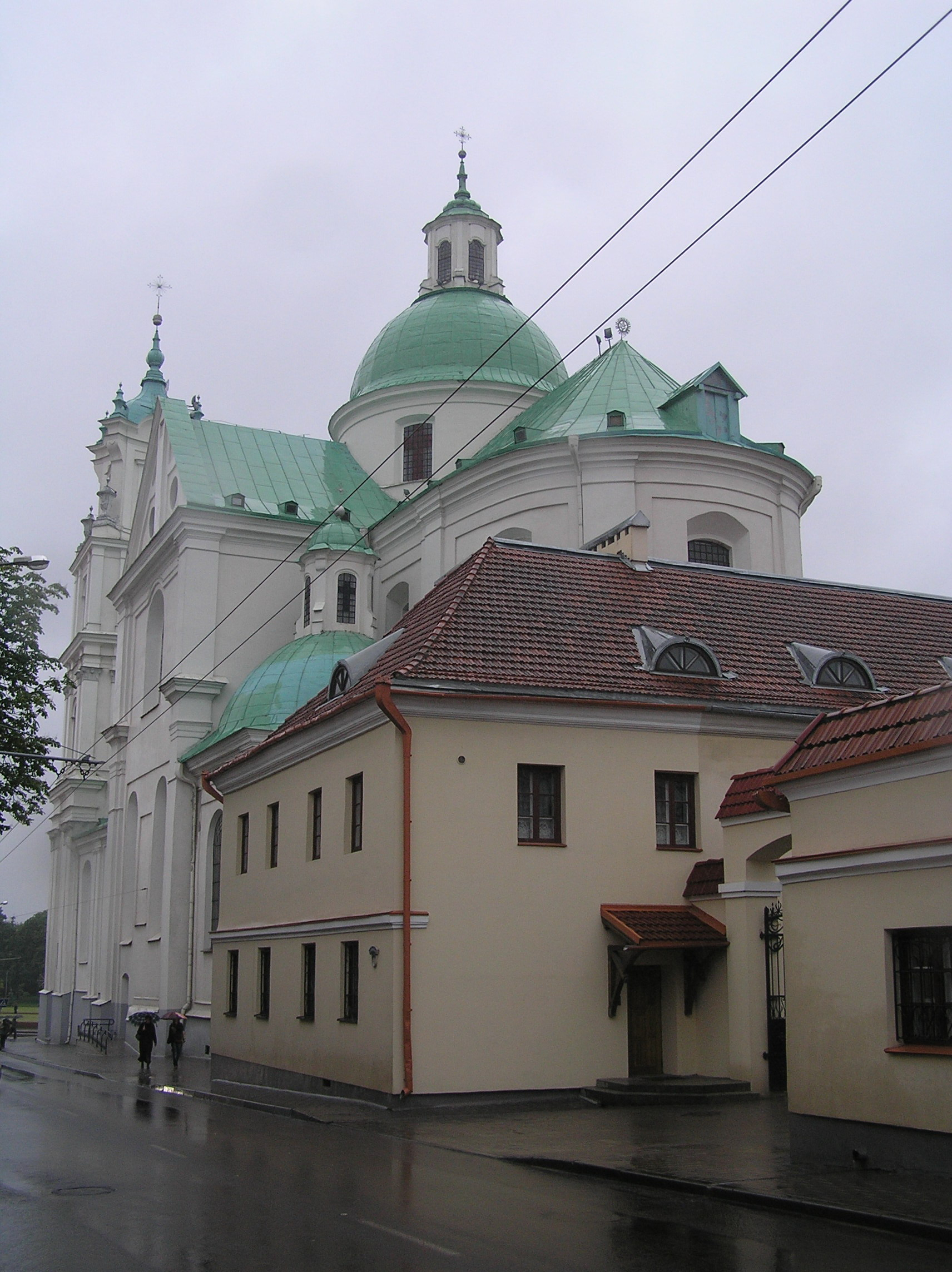
Со стороны улицы Карла Маркса (2009 год).
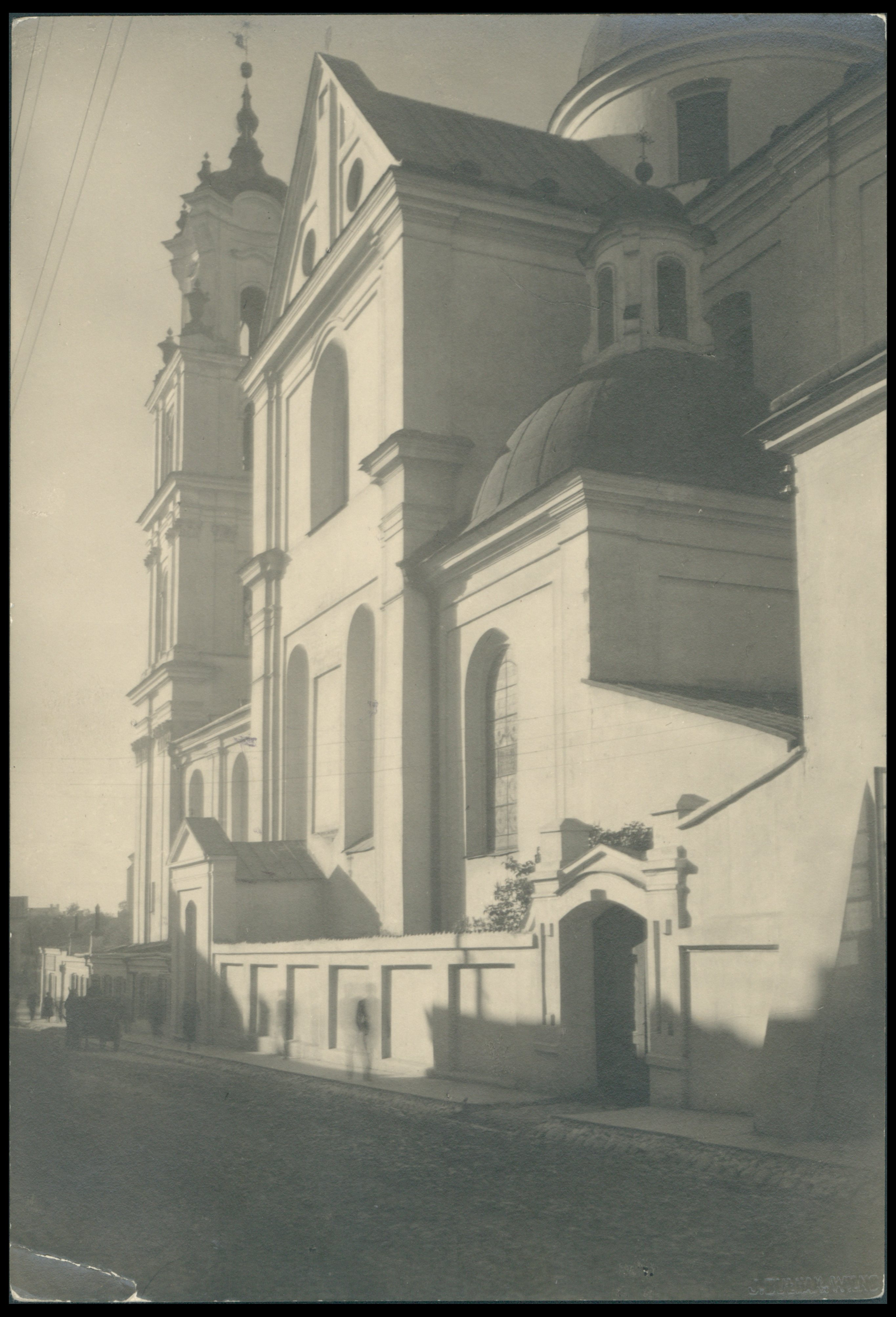
Храм в 30-е годы XX века. Видны утраченная ограда, ворота и контрфорс.

### Интерьер
В убранстве собора широко использовались средства архитектурной пластики, скульптура и живопись. Главный зал храма украшали многие известные мастера.
Особую красоту интерьеру придаёт развитая многофигурная композиция в главном алтаре. Это один из самых высоких деревянных барочных алтарей в Европе (21 м.) Автором является скульптор Ян Кристиан Шмидт. С учётом распятий, все элементы структуры главного алтаря гродненского иезуитского костёла украшают более 70-ти антропных, антропоморфных и анималистических скульптурных изображений. Эти декоративные элементы имеют высокую художественную ценность.
Финансы для создания главного алтаря выделили сенатор Речи Посполитой Самуэль Лозовый (Лоза) и его жена Констанция, в связи с чем одна из фигур святых, установленная с правого края алтарной стенки, держит в руке герб Лозы.
Фресковая роспись, созданная в 1752 году, состоит из многофигурных композиций, расположенных в нишах над арками нефа и на парусах купола. Ранее были также расписаны пилястры храма.
Согласно Вильгельму Шлемюлеру:

 Интерьер костёла соответствует внешней красоте, и даже превосходит её. Большой алтарь великолепен. Тоже два ряда, по шестнадцать колон, покрашены в голубой и белый цвета под мрамор. Купол небольшой, но красивый. Костёл этот очень велик. Великолепные картины, художественные фрески украшают стены. А в других алтарях симметрия и архитектура достойны восхищения. 
— В. Шлемюллер. Дневник путешествия на сейм в Гродно.

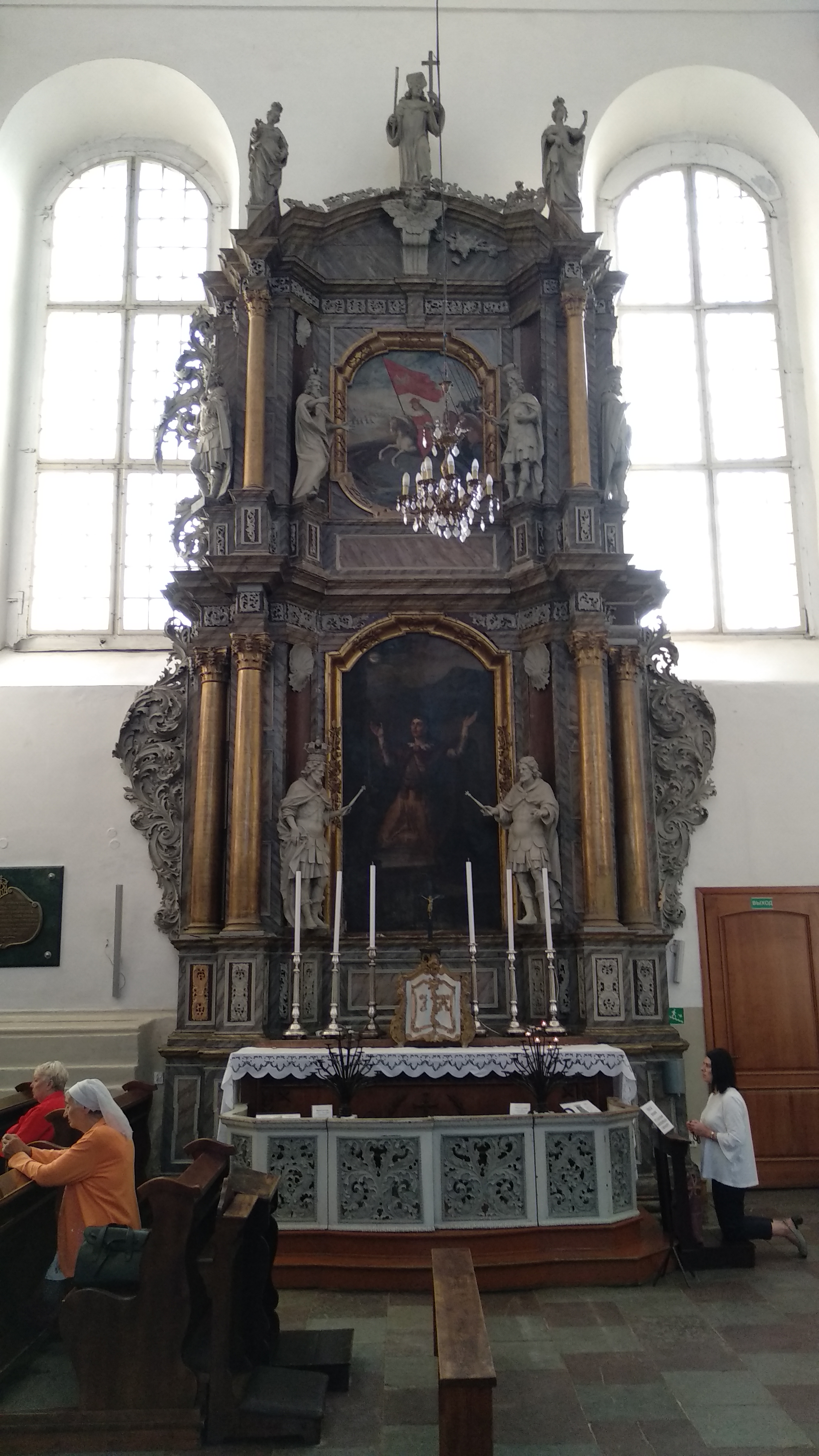
Алтарь Св. Казимира

Алтари, расположенные в трансепте, выше и богаче украшены по сравнению с размещёнными ближе ко входу в храм. Вся художественная «массивность» алтарей храма нарастает по линии движения от входа к апсиде. Кроме того, алтари трансепта: левый — Св. Станислава Костки и правый — Св. Казимира, образуют своего рода «политическое пространство» . Святые являются небесными покровителями Польши (Св. Станислав) и ВКЛ (Св. Казимир) и таким образом символизируют две составные части Речи Посполитой. В алтаре Св. Станислава помещён рельеф изображающий битву с турками. В алтаре Св. Казимира находится образ этого святого авторства Валентия Ваньковича.

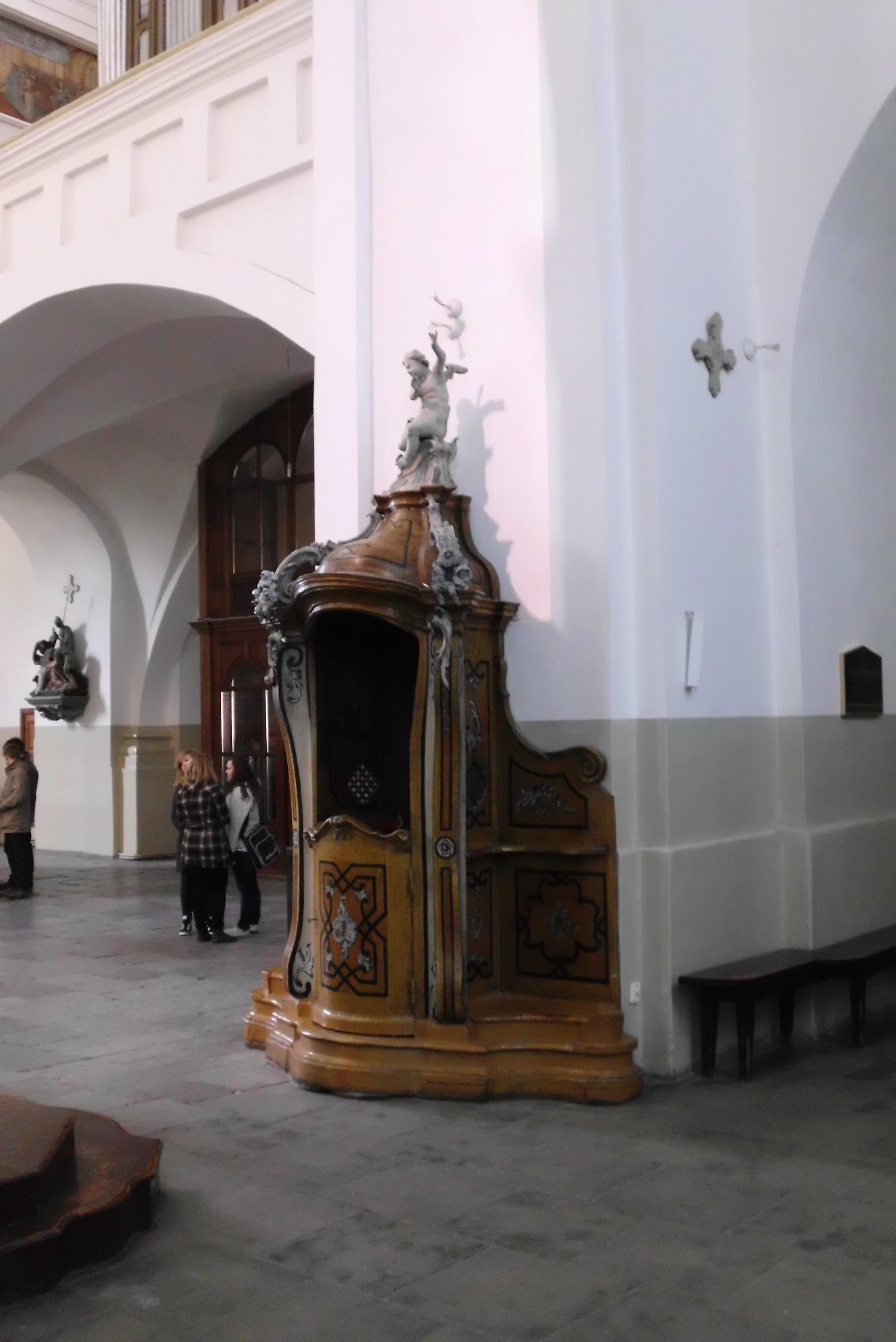
Исповедальня храма в стиле рококо

Над большим полотном со Св. Казимиром помещено ещё одно изображение королевича, иллюстрирующее битву под Полоцком 1518 года, когда святой якобы явился войскам Речи Посполитой и помог одолеть их противников. Военная тематика, присутствующая в оформлении обоих алтарей, подчёркивает определённую идейную связь этих произведений искусства с политическими и военными актами Речи Посполитой. Объясняются такие художественные решения тем, что костёлы служили для собраний шляхты на сеймиках и, соответственно, были местом политической жизни региона, а во время общегосударственных сеймов — всей страны.
Своды пресвитерия костёла иезуитов отделаны стукковым растительным орнаментом и путти. Центральное место в композиции занимает рельеф Богоматери с младенцем. Скульптурная отделка выполнена на высоком уровне, и её стилистические особенности позволяют предполагать авторство выдающегося итальянского скульптора Пьетро Перти.
В алтарной части выделяются балюстрады хоров пресвитерия, выполнение в стилистике маньеризма.
У алтаря Св. Казимира размещается каменная плита, закрывающая вход в склеп. Тут похоронены шляхтич Казимир Мицута и его жена Ефрозина (Евросинья) Коллонтай. На плите помещён интересный образец шляхетской рифмованной эпитафии.
Эпитафия Мицуты (стихотворный перевод Е. Асноревского):

Вечный дом спустя столетья гроб откроет.
Гараденский подкоморий,
Казимир на Ваганове,
Мицута, по умершей голове,
Тут назначил край покоя.
Он всегда бывал в советах,
Но и не чурался боя,
Говорят дела и пушки,
Что так нравятся в войсках.
При двух славных королях,
Солдат смелый на полях.
Честный воин и полковник,
Для солдат вооружённых.
Славный муж был твёрдой веры.
Заходил он в сейма двери.
Как посол взял голос вольный.
В трибуналах судья годный.
Тут закрыл он веки сна.
Из Коллонтаев тут она.
Жена честна Ефрозина,
Честью славна героиня.
Парой тут лежат они.
Ну а тех, кто идёт мимо,
Просим об Аве Мария.
Оригинальный текст (пол.) DOM WIECZNOŚCI POZNYM WIEKOM GROB OTWORZI 
ŻE GRODZIEŃSKI PODKOMORZY KAZIMIERZ NA WAHANOWIE M I C U T A 
PO ZMARŁEY GŁOWIE TU NAZNACZYŁ PLAC POKOIU 
ZAWSZE W RADACH MĘŻNY W BOIU 
ŚWIADCZĄ DZIEŁA DZIAŁA GROTY 
IAKIEY W WOYSK U MĄŻ OCHOTY 
ZA DWÓCH KRÓLÓW CNY WOIOWNIK 
DZIELNY ŻOŁNIERZ Y PUŁKOWNIK 
ZBROYNYCH HUFCÓW WRAZ Z ORĘŻEM 
WRAZ PRZY WIERZE SŁAWNYM MĘŻEM 
NA SEYM POSŁEM Z WOLNYM GŁOSEM  
W TRYBUNAŁACH PRAWDY LOSEM 
SĘDZIA ZAMKNĄŁ WIEK ZRENICĄ 
Z KOŁŁĄTAIOW ŻYŁ KOTWICĄ 
IMIĘ SAMEY EUFROZYNA 
SŁAW Ą Y CNOTĄ HEROINA 
LEŻĄ W PARZE 
KTO IE MIJA 
PROSIM O ZDROWAŚ MARIA

В капелле Архангела Михаила установлен, как считается, старейший алтарь храма. Особенно интересен тут огромный образ самого архангела. Работа восходит к картине «Святой Михаил побеждает дьявола» авторства Рафаэля.
Кроме того, в интерьере выделяются: кенотаф Антония Тизенгауза, предположительно авторства Томаша Дикаса, единственный каменный алтарь храма, расположенный в капелле Матери Божией Снежной.
Создателем каменного алтаря Матери Божией Снежной являлся скульптор-иезуит Томаш Подхайский. Его работами являются также алтари важных храмов Литвы: каунаского собора Петра и Павла и храма Рождения Девы Марии в Шилуве . Данный алтарь вмещает чудотворный образ Матери Божией Снежной с серебряным окладом в стиле рококо, выполненным мастерами из Гданьска .
Первый алтарь левого нефа вмещает образ Матери Божией и Св. Симона Стока кисти
Антония Грушецкого .
Амвон и исповедальни храма выполнены в стиле рококо.
Орган храма считается самым большим историческим органом в стране.

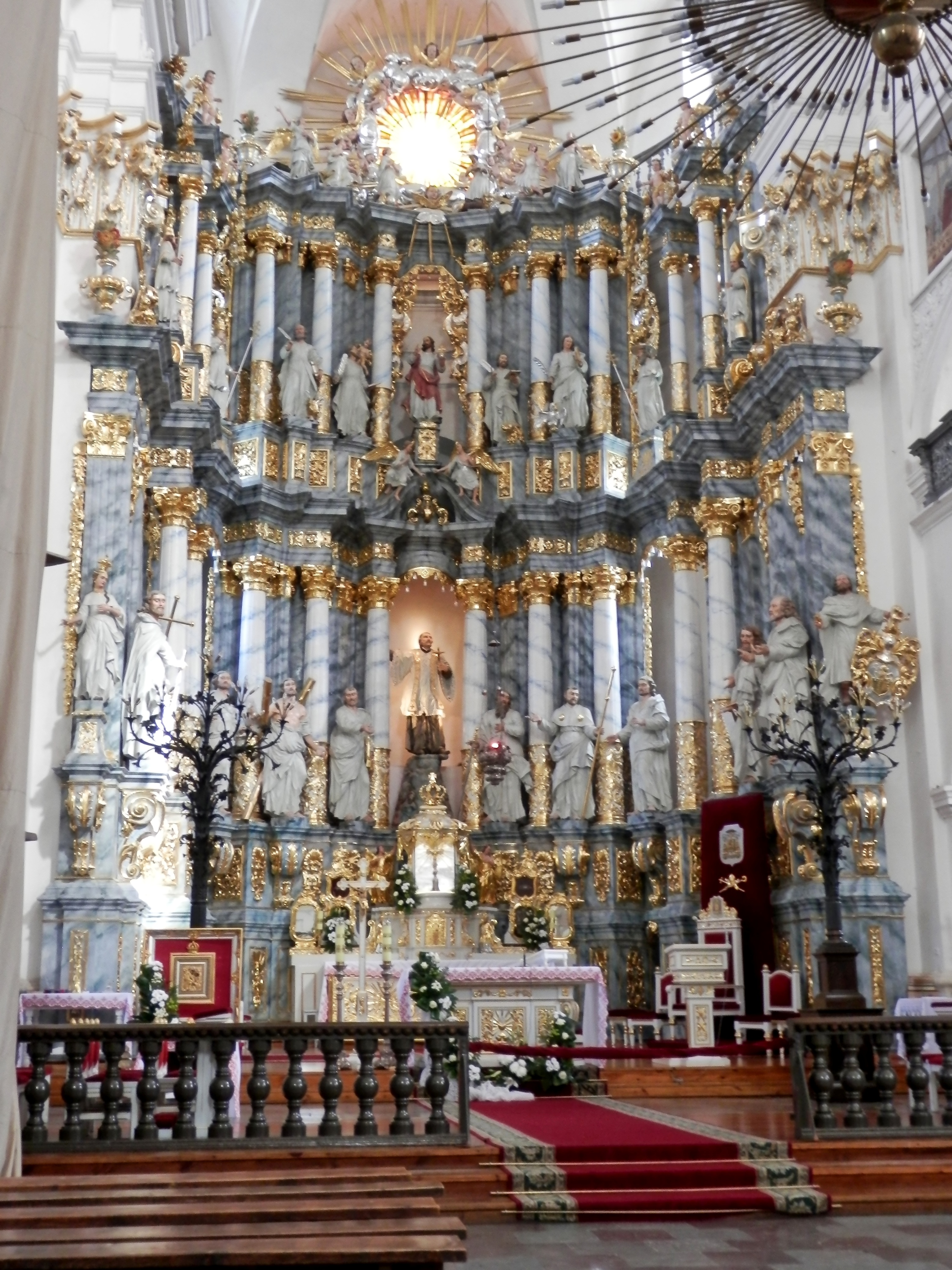
Главный алтарь.
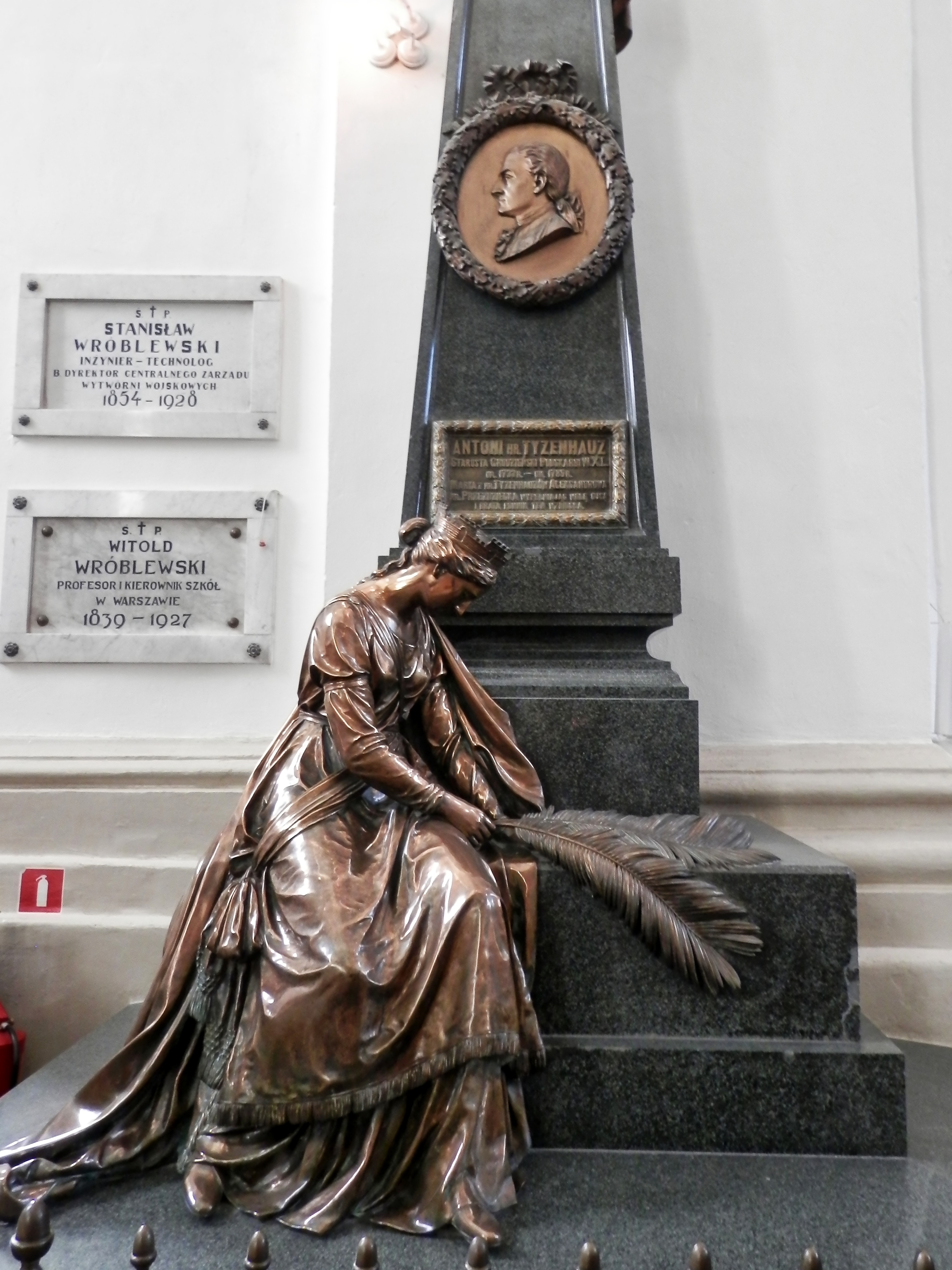
Кенотаф Антония Тизенгауза.
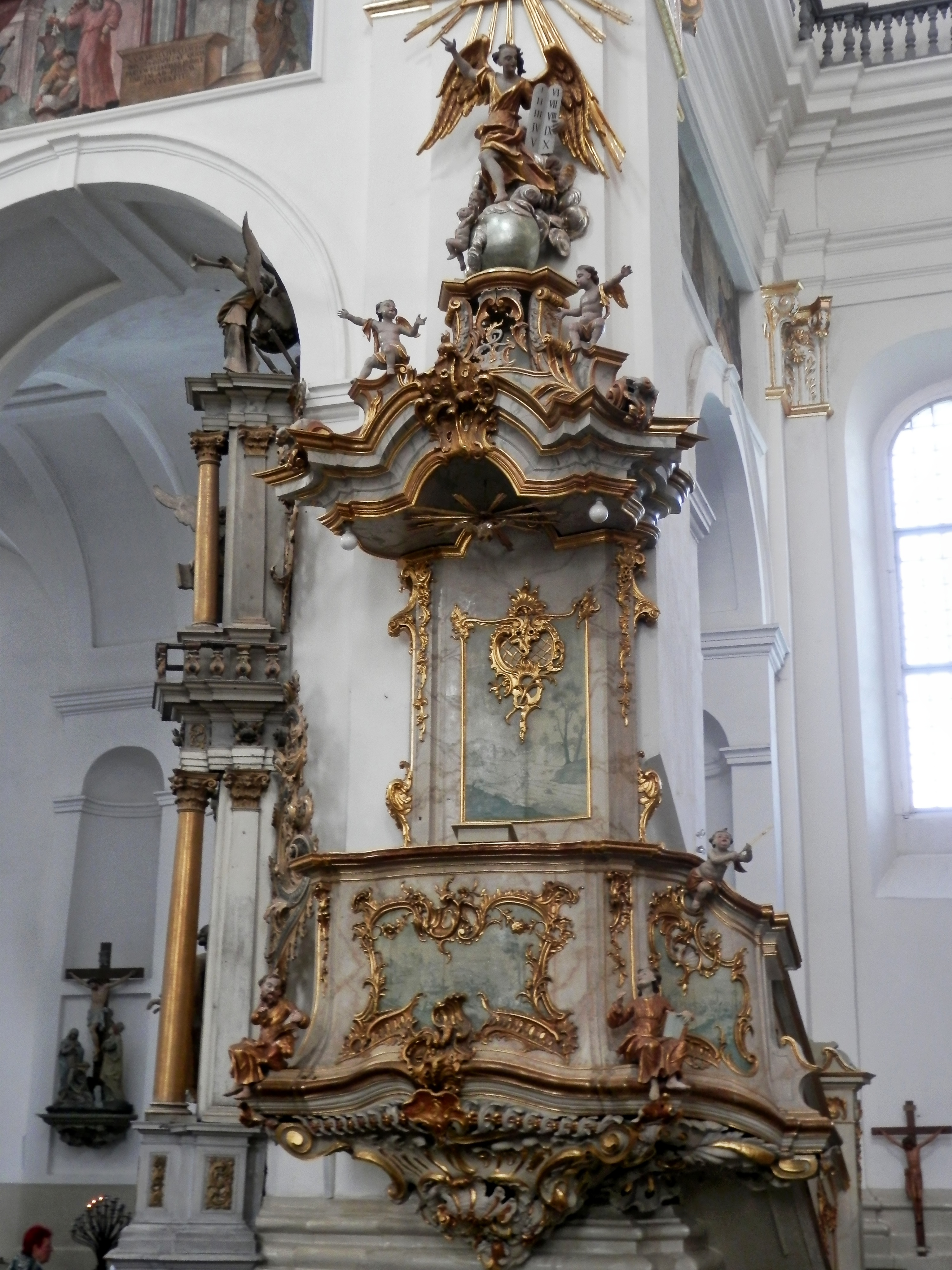
Амвон в стиле рококо.
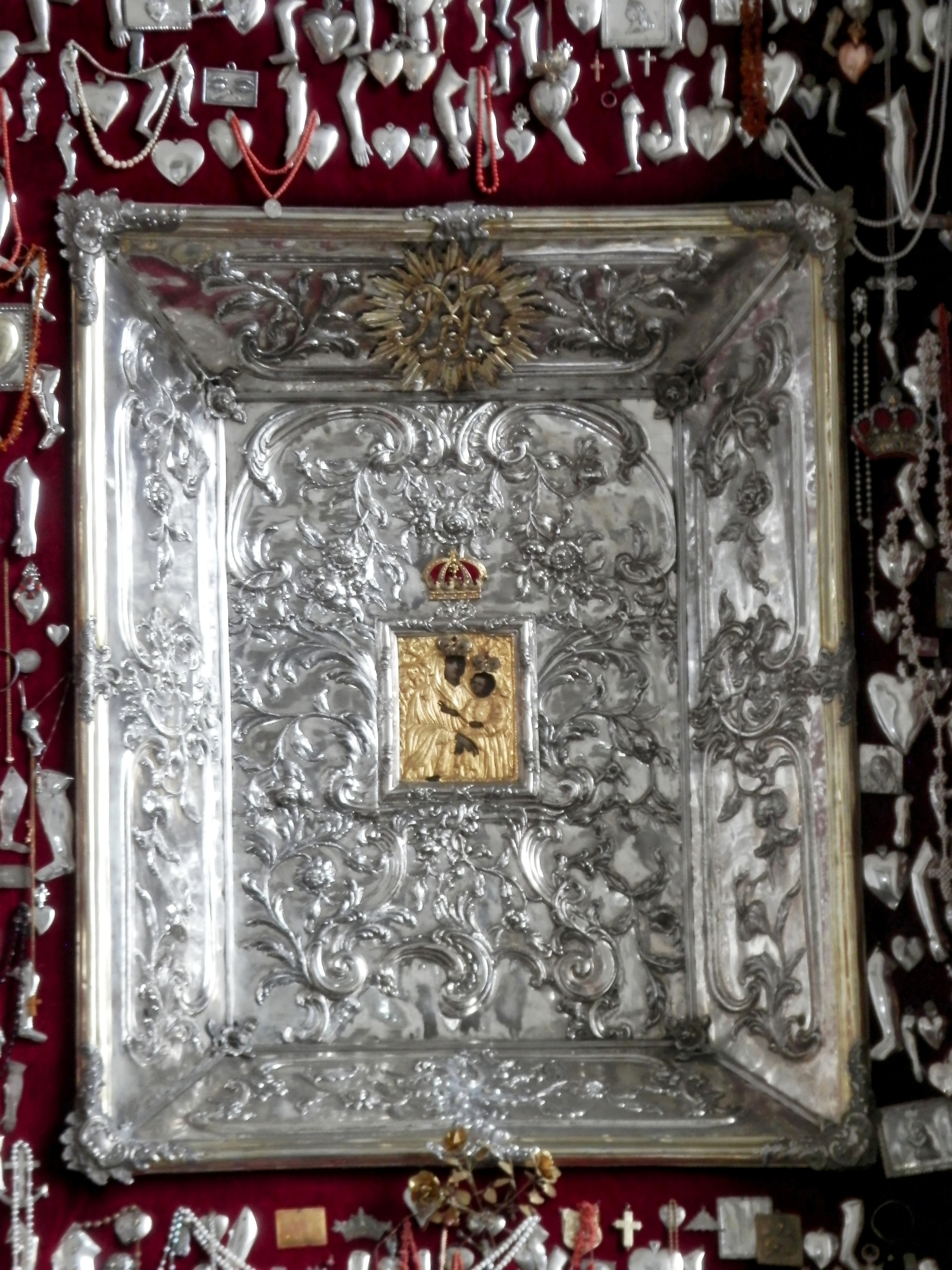
Чудотворный образ Материй Божией Снежной.
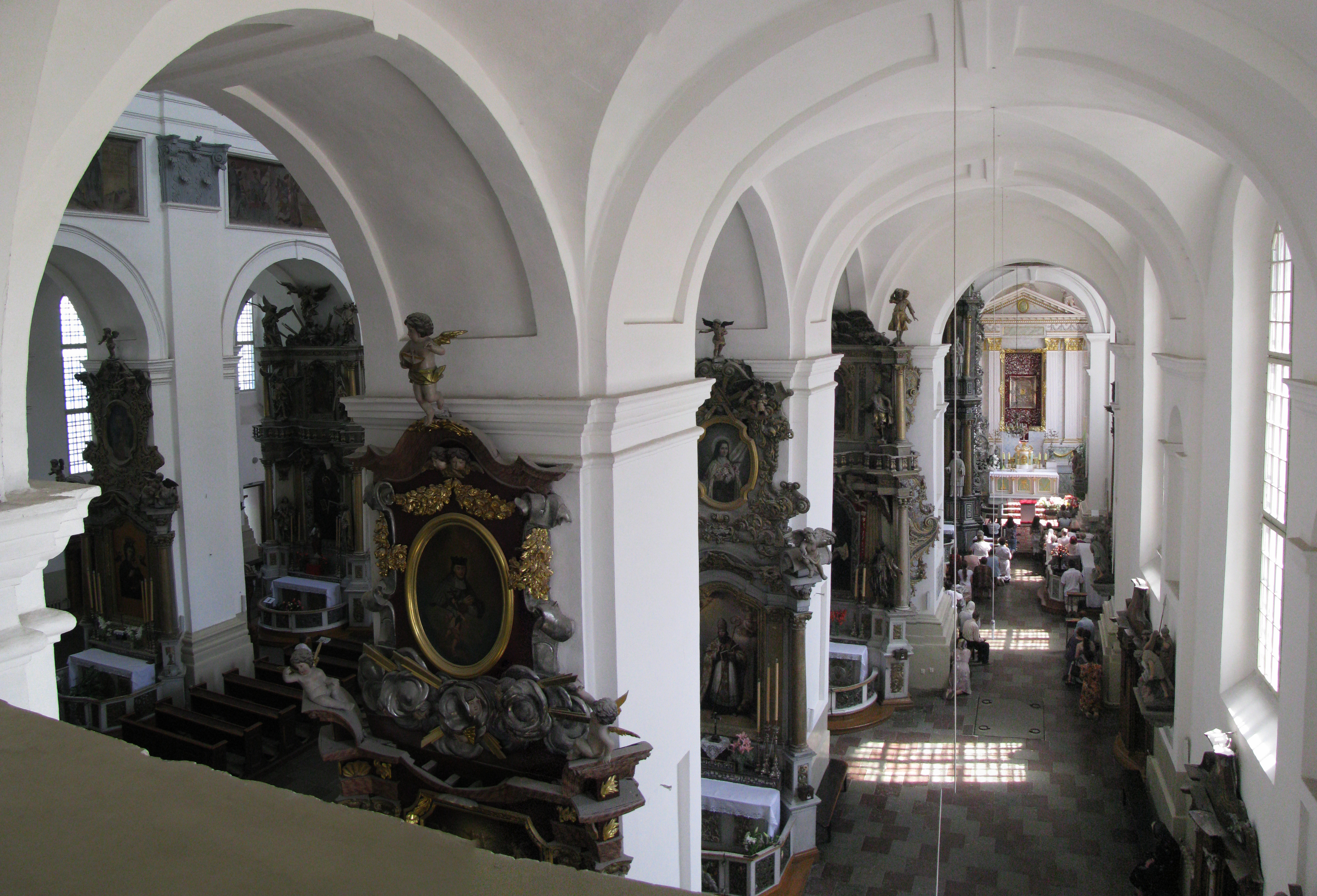
Правый неф. Виден алтарь Матери Божией Снежной
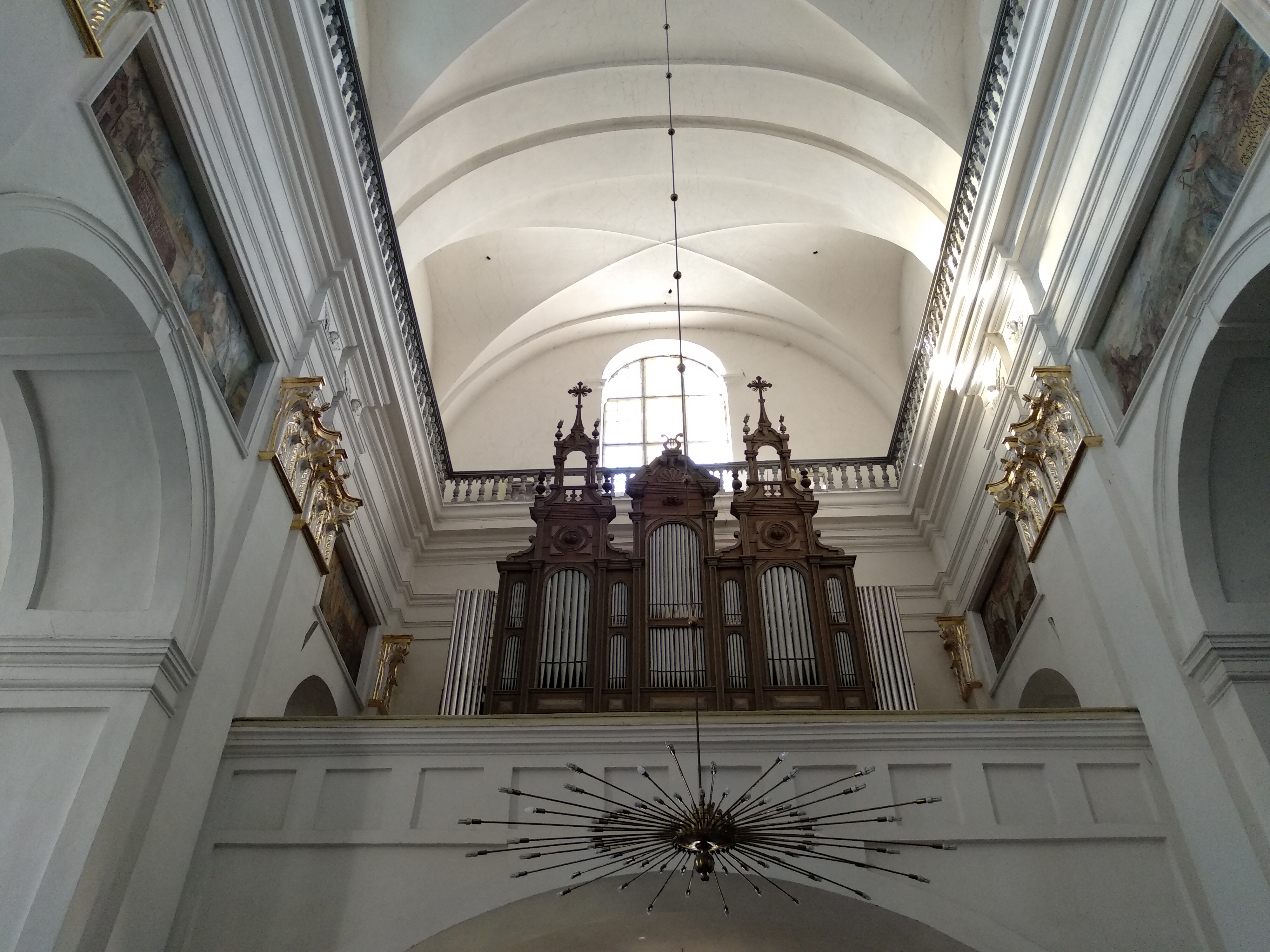
Орган храма.
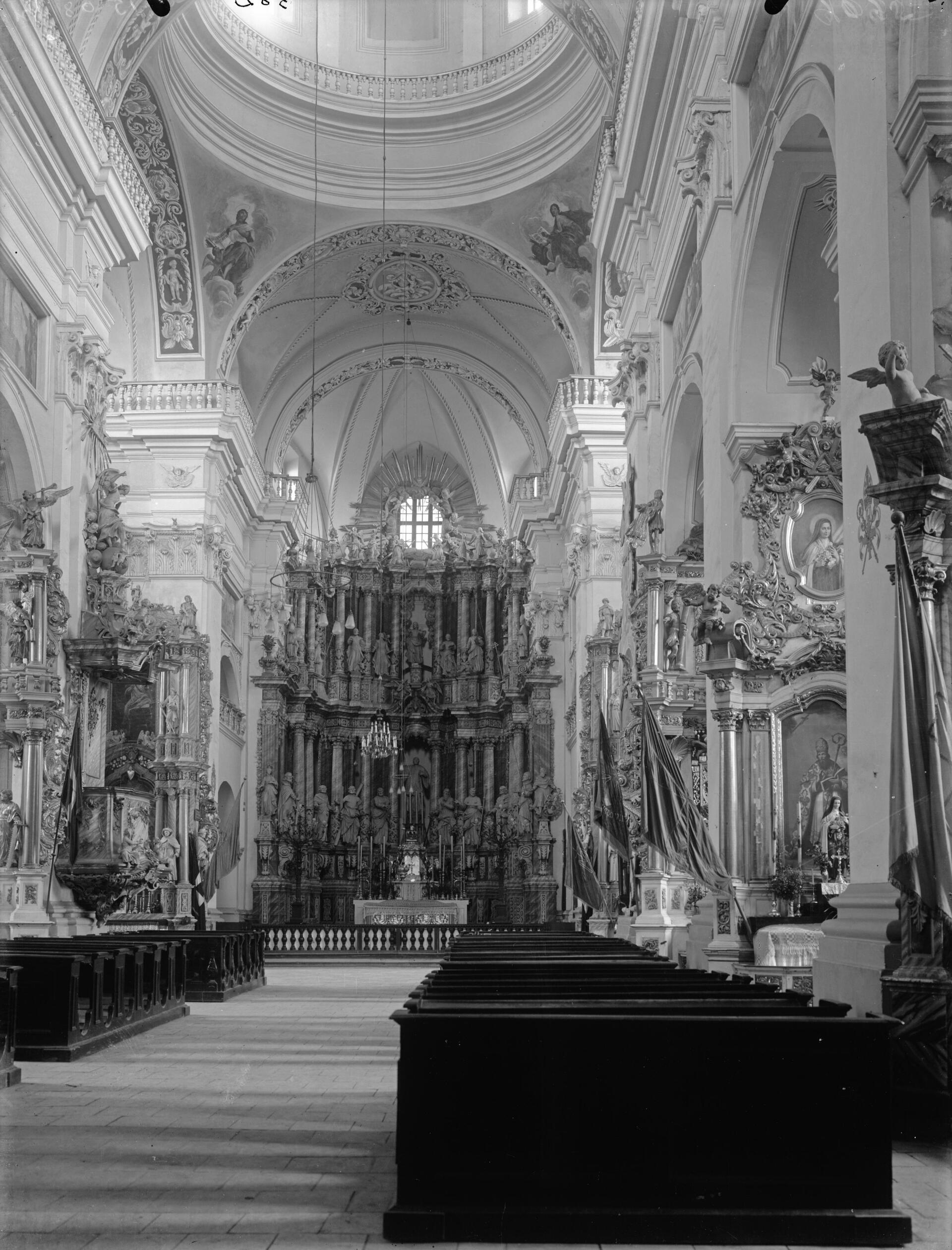
Интерьер храма в первой половине XX века. Видна утраченная роспись стен.

## Образ Матери Божией Снежной

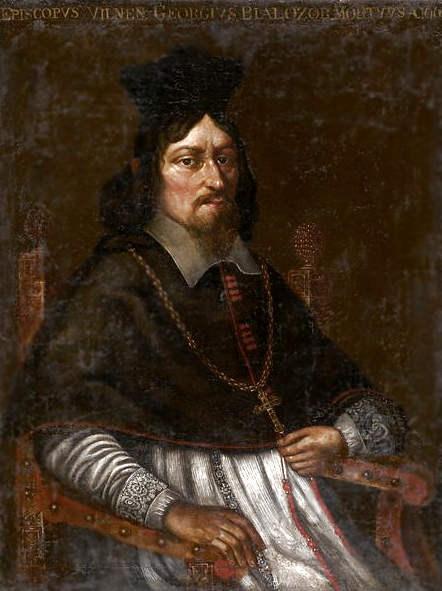
Епископ Е. Бяллозор подтвердивший чудотворность иезуитского образа.

Главной реликвией храма является образ Матери Божией Снежной, также называемой Студенческой и Конгрегатской, широко почитаемый среди белорусских католиков. Лики Богоматери и Младенца выполнены на медной пластине и помещены в центре алтаря, в глубокой прямоугольной нише . Реликвия имеет скромные размеры: 22Х17 см., и была предназначена для нательного ношения. Икону украшает небольшой оклад из чистого золота, с более крупной серебряной рамой вокруг, выполненной в стиле рококо. Точная датировка и определение места создания образа вызывают затруднения у специалистов, хотя точно известно, что изображение восходит к знаменитой римской иконе Salus Populi Romani (Снежной), из базилики Санта-Мария-Маджоре . Приблизительная датировка иконы указывает на первую половину XVII века.
Серебряная рама создана в 1761 году, известным ювелиром, Кристианом вон Хаусеном (Christian von Hausen) . Вероятно, тогда же появилась и золотая «рубашка» образа.  
История появления реликвии описана в специальном издании «Summariusz cudów (Сбор чудес)…», изданном в 1686 году, с целью фиксации чудес иконы. 

 Этот образ прибыл из Рима (и поэтому некоторые называли его римским) вместе с преподобным литовским ксендзом провинциалом доминиканцев, который подарил его светлейшему князю Станиславу Альбрехту Радзивиллу, великому канцлеру ВКЛ, основателю пинской коллегии иезуитов. После его смерти он перешёл ксендзу Куклинскому из того же ордена Св. Доминика и от него пану Войцеху Желаровскому, который подарил его членам гродненского студенческого братства в костёле иезуитов.
— Summariusz cudów i łask znakomitszych Naswientszej Maryje Panny Studentskiej w Kongregacji Grodzienskiej.
Некоторые современные белорусские исследователи ставят под сомнение версию с передачей образа князем Альбрехтом Радзивиллом, указывая на отсутствие дополнительных документальных свидетельств. По одной из версий, образ находился у кого-то из представителей рода Воловичей, от которых и попал к Куклинскому.
В результате специального изучения свидетельств виленский епископ Ежи Бяллозор, признал образ гродненских иезуитов чудотворным. Было установлено более 90 чудес (по другим данным более 100). 

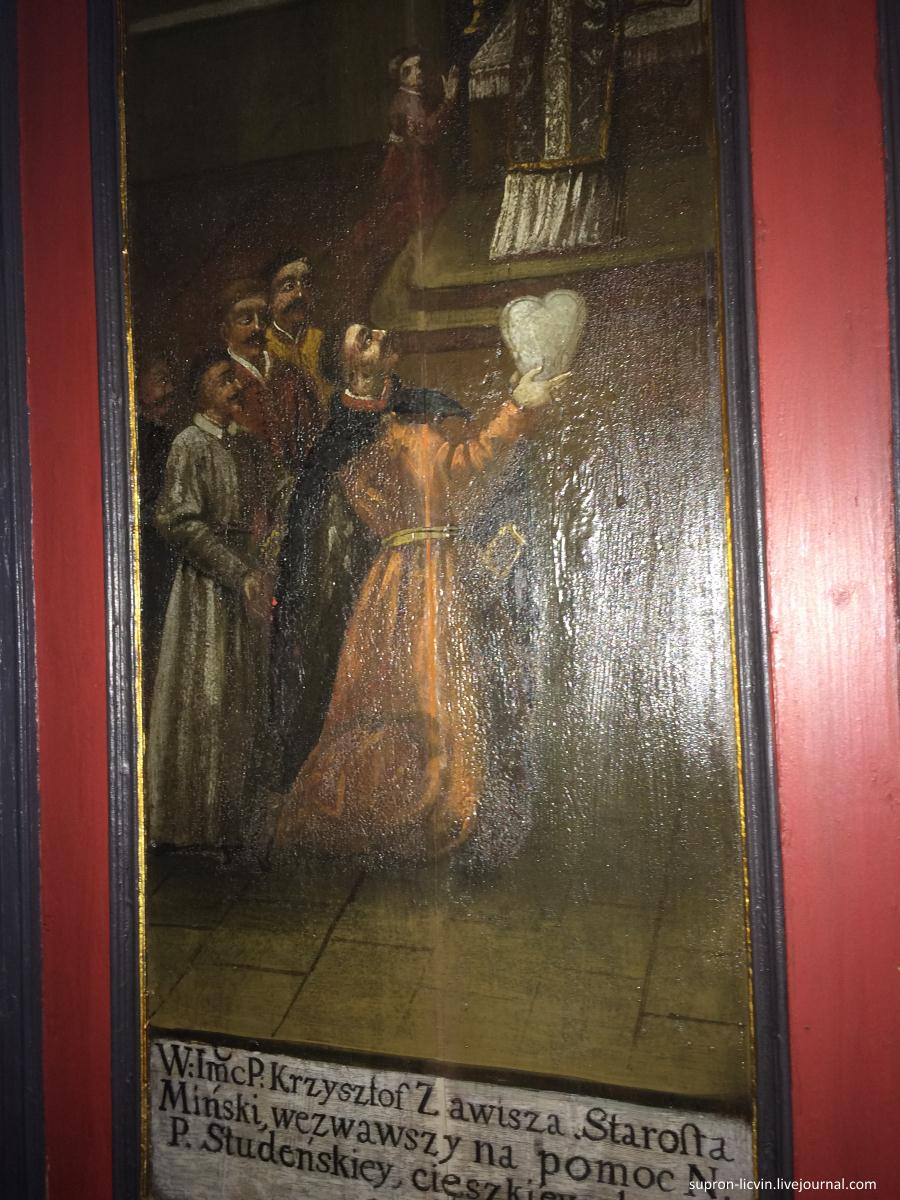
Фрагмент росписи скамей Конгрегатской капеллы.

Согласно версии из «Summariusz cudów…» образ был торжественно внесён в предыдущий храм иезуитов 3 августа 1664 года и дарован студенческому братству, иначе называемому конгрегацией, благодаря чему икона получила свои известные имена. После строительства костёла Франциска Ксаверия образ перенесли в новый храм, где он был помещён в деревянный барочный алтарь.
После устройства каменного алтаря в стиле классицизма, образ находился в нём, причём мог закрываться другим изображением Богоматери, авторства одной из первых известных на бывших землях  Речи Посполитой художниц, Розы Парчевской. Ещё в 90-х годах полотно Парчевской периодически прикрывало образ Матери Божией Снежной, но позднее механизм перестали использовать.
Скамьи Конгегаncкой капеллы расписаны сценами чудес образа Матери Божией с пояснительными надписями. 
Среди прочих описаны случаи магнатов, гетмана ВКЛ Казимира Яна Сапеги и минского старосты Кшиштофа Завиши. Сапега видел сон с Материю Божией и подарил на гродненский образ оклад из чистого золота предположительно не тот, что находится на иконе теперь . Завиша получил помощь от образа и поднёс в дар богатую воту. Также роспись скамей демонстрирует случай дарителя иконы Войцеха Желаровского, который был пленён в Старом замке московскими солдатами, но помолился иконе и смог чудом спастись вместе с товарищами.
В 2005 году образ Матери Божией Снежной был коронован специальными коронами Папы Римского.

## Гробницы и памятные доски
Известно, что захоронения проводились в предыдущем костёле иезуитов, там среди прочих был похоронен Валериан Юдицкий. Храм Франциска Ксаверия также служил местом захоронения.
В 30-х годах XX века гродненский Фарный храм мог стать королевской усыпальницей, так как именно сюда планировали перенести останки последнего короля польского и великого князя литовского Станислава Августа. По воспоминаниям польского политика Станислава Забелло, перезахоронению монарха в Гродно помешало мнение о том, что город связан с тяжёлыми для короля моментами, в частности, отречением от престола, поэтому Забелло нехотя уступил и решился на перенос останков в костёл Волчина.
Часть захоронений в храме не идентифицированы. Достоверно известно, что в храме находятся следующие гробницы:

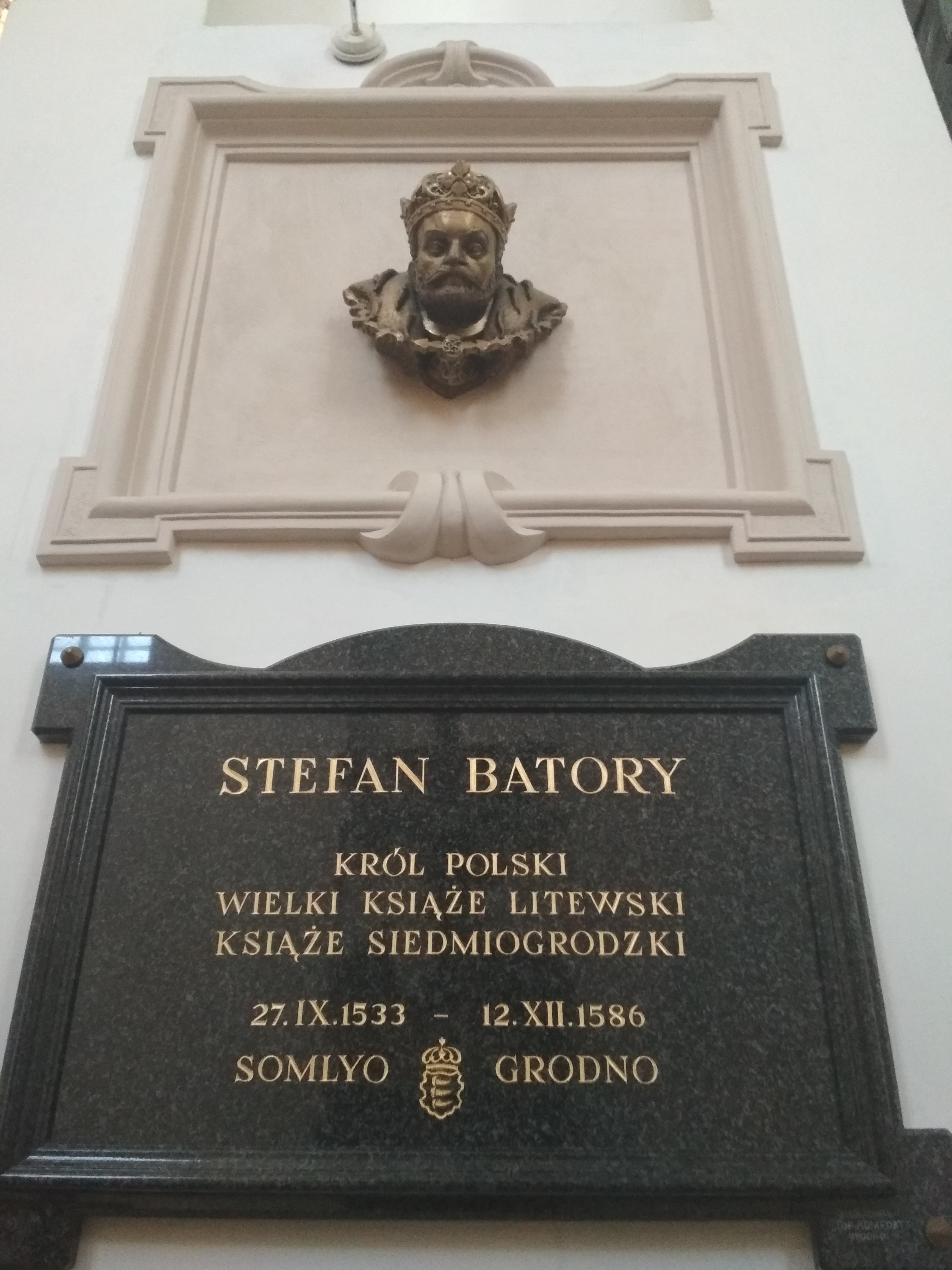
Памятная доска Стефана Батория.

- Символическая могила (кенотаф) фактического правителя ВКЛ, магната и видного мецената Антония Тизенгауза, созданная по воле его родственников.
- Крипта Элиаша Римвида-Мицкевича[пол.] и его жены Терезы (XVII век), благодетелей ордена иезуитов, похороненных в капелле Св. Михаила под каменной плитой с гербами Лис и Абданк.
- Крипта гродненского подкомория Казимира Мицуты и его жены Ефросиньи из рода Колоннтаев.

Известно, что в костёле похоронен ловчий надворный литовский Франтишек Боуфалл.

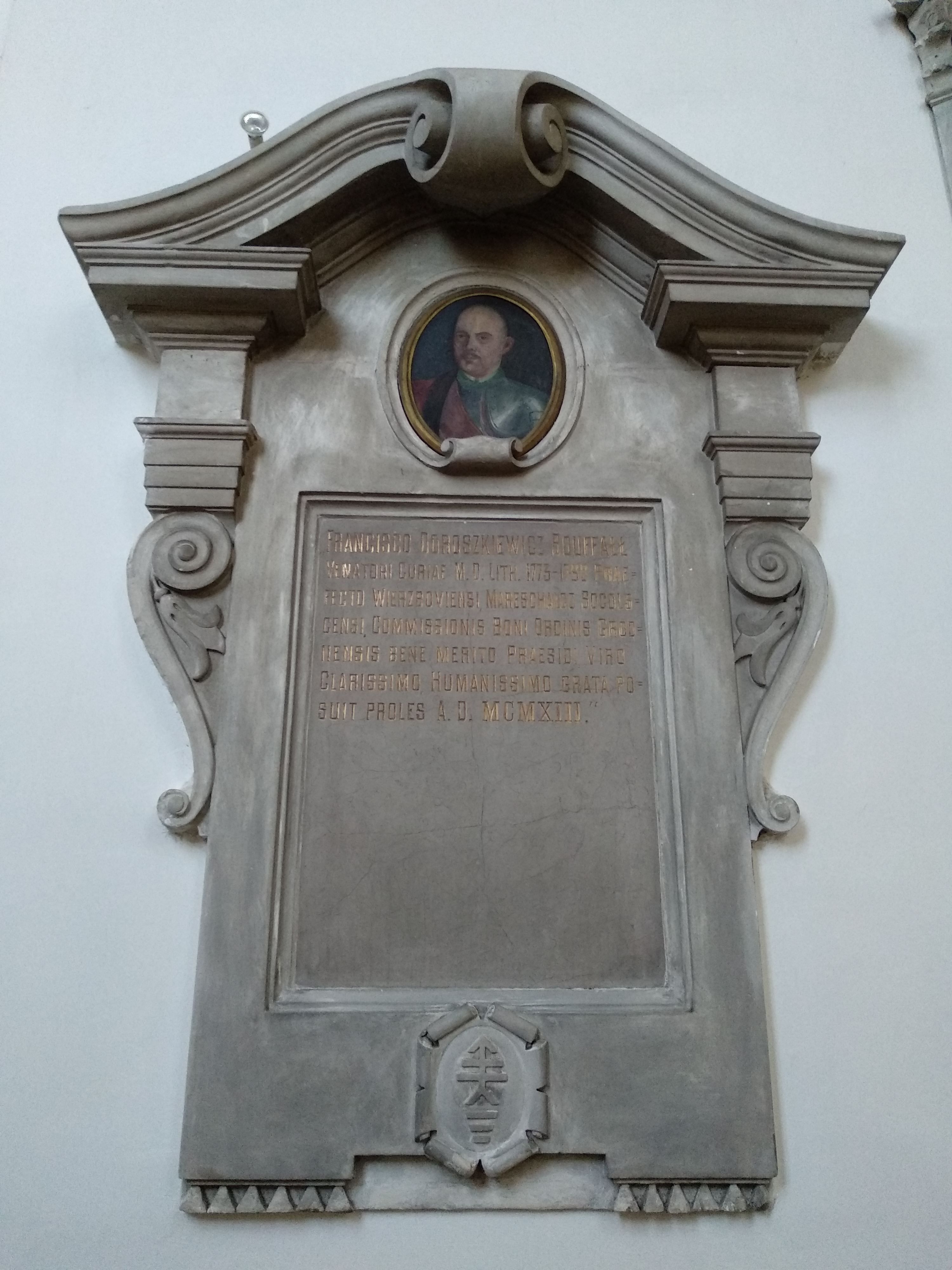
Памятная доска Франтишка Боуфала.

В костёле иезуитов установлены памятные доски, среди которых:
- Памятная доска королю польскому и великому князю литовскому Стефану Баторию, скончавшемуся в Гродно.
- Памятная доска королевича Казимира, умершего в Гродно и известного как Святой Казимир.
- Памятные доски видным учёным, уроженцам Гродно, братьям Врублевским: Станиславу, Витольду, Едварду и Сигизмунду.
- Памятная доска Тадеушу Костюшке, установка которой была приурочена к столетию со дня его смерти.
- Памятная доска Франтишку Боуфалу, происходившему из известного в Гродненском повете шляхетского рода.

## Храм в легендах
- Согласно городской легенде, когда ангелы-флюгеры на башнях костёла повернутся лицами друг к другу, настанет конец света[17].

## Отражение в искусстве

### Живопись и графика

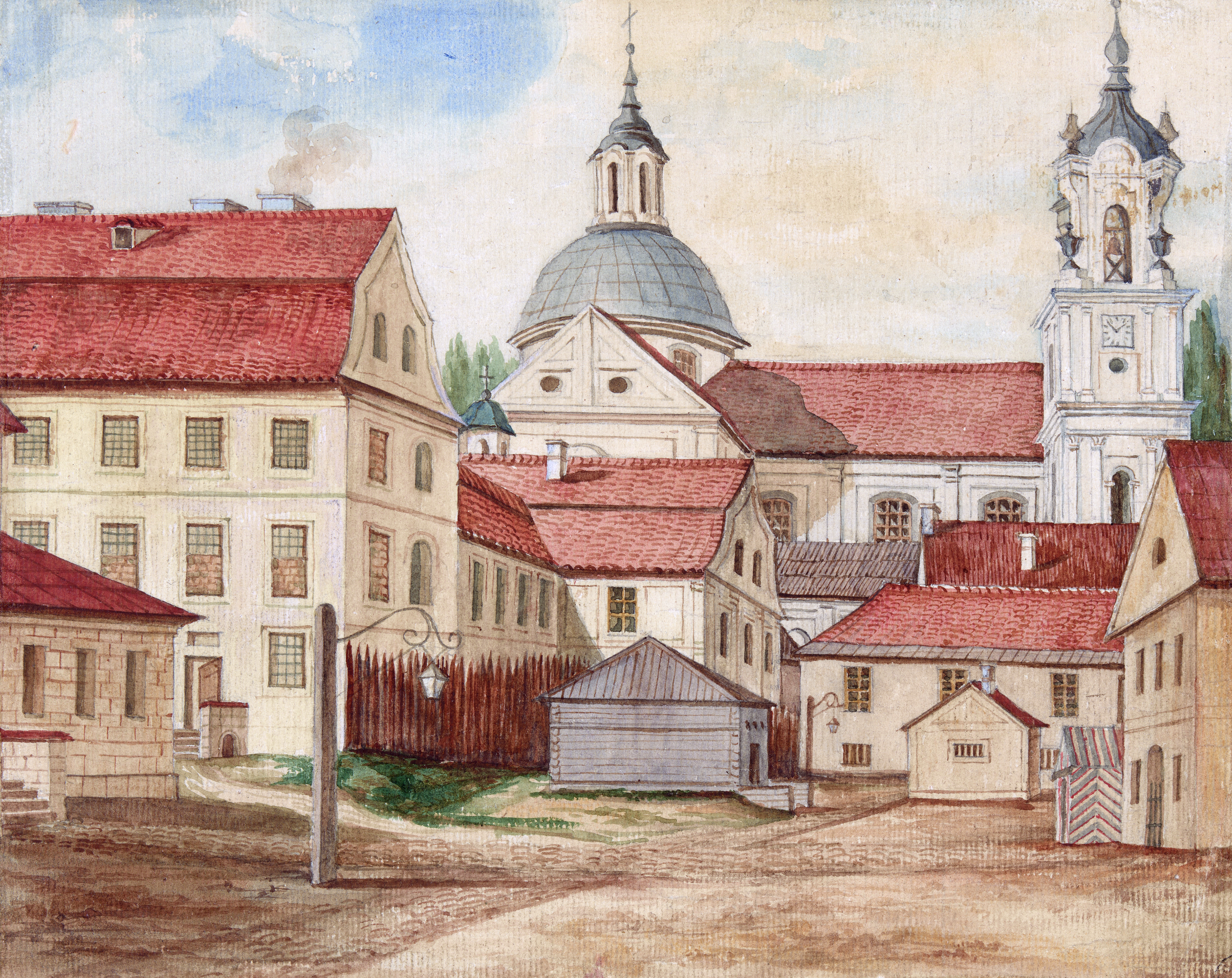
Н. Орда. Гродненский костёл Франтишка Ксаверия и бывший коллегиум иезуитов.
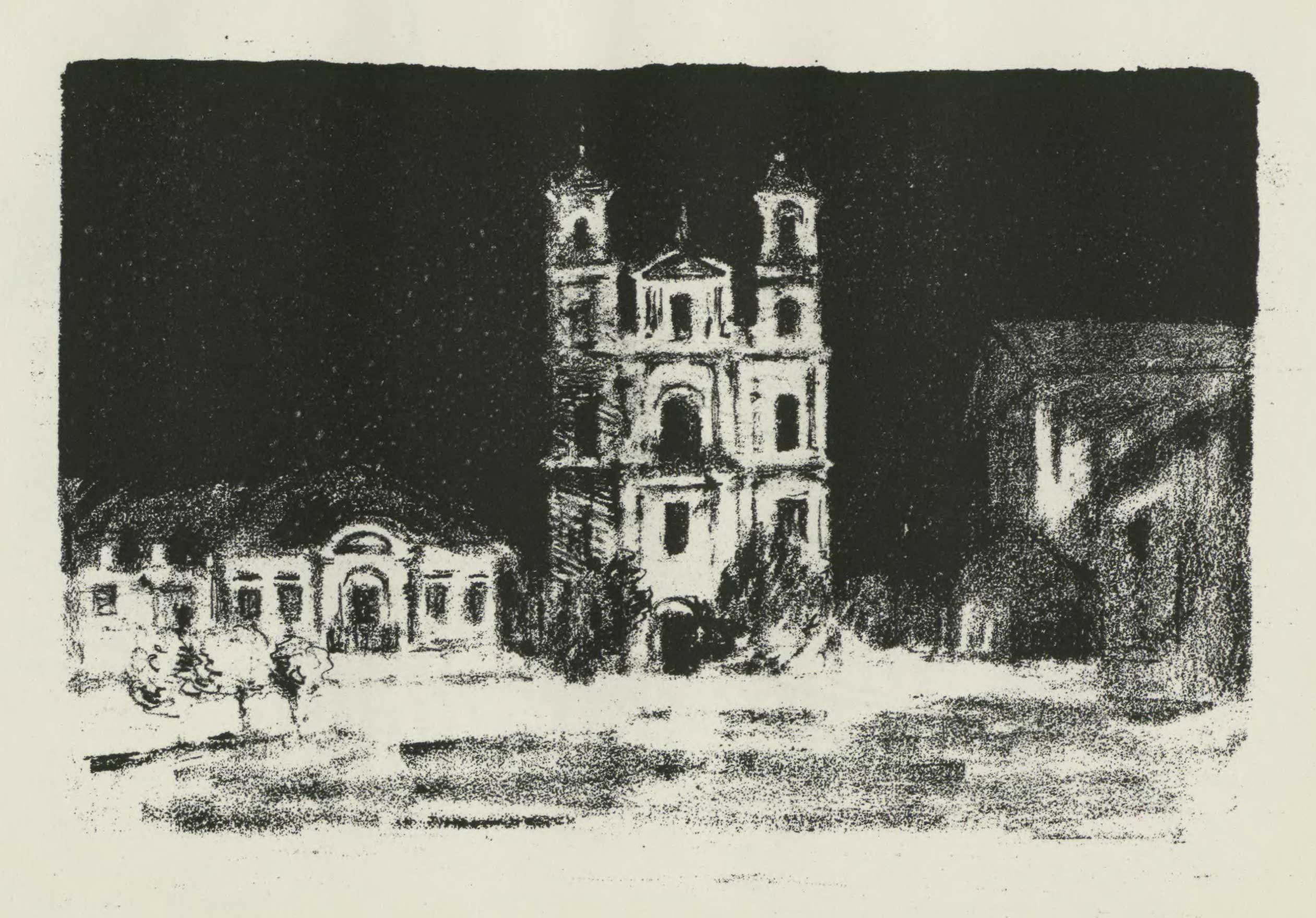
Г. Штрук. Центральная площадь Гродно.
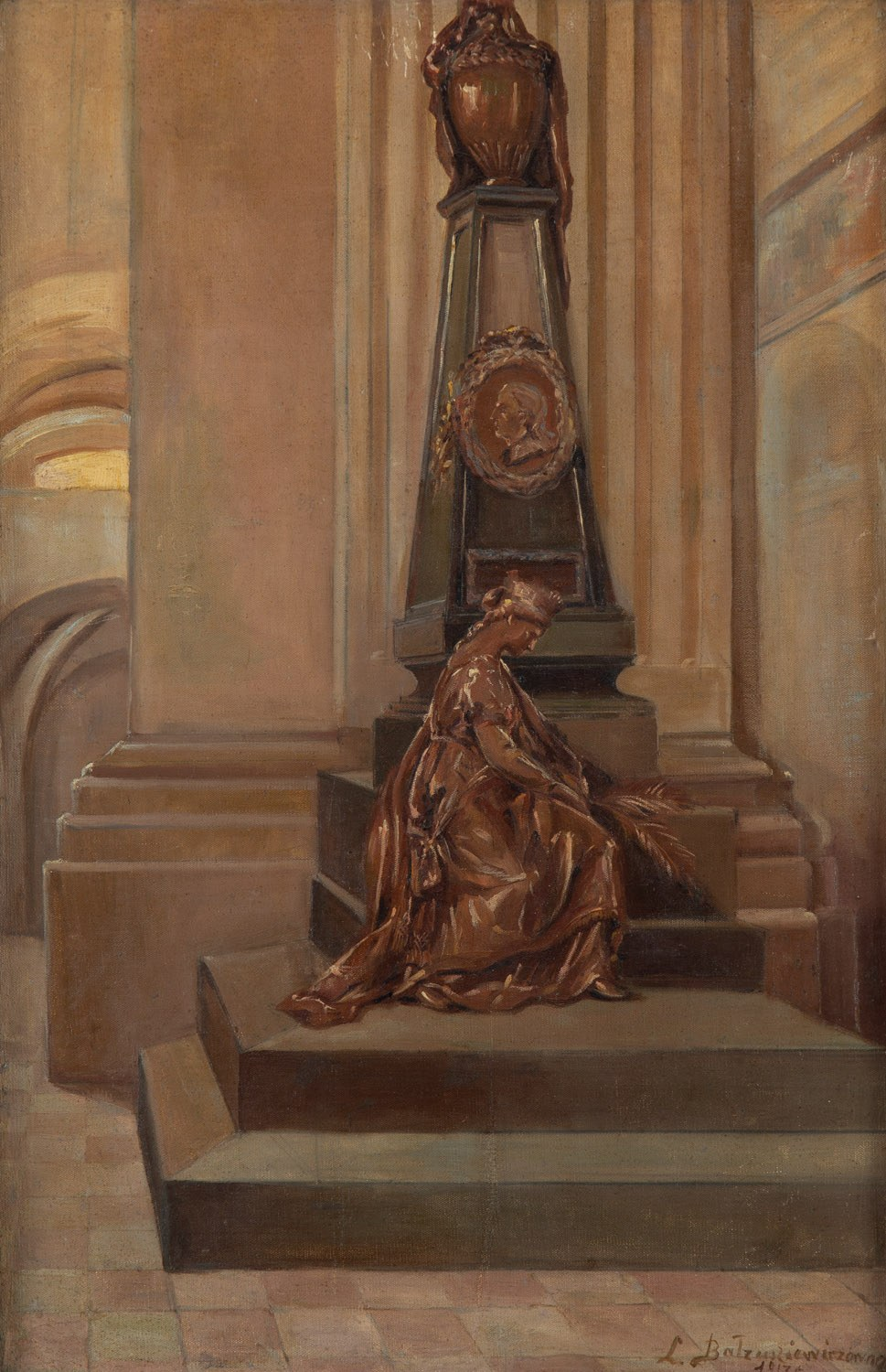
Л. Балзукевич. Памятник Антонию Тизенгаузу в Фарном костёле Гродно.

### Музыка
- Упоминается в песне белорусского барда В. Шалкевича[бел.] «У Гародні дождж».

### Телесериалы
- На фоне костёла снимались сцены российских телесериалов  Смерш (2007) и Покушение (2009) [18].

## Иезуитский коллегиум
Учреждение коллегиума инициировано королём Стефаном Баторием в 1584 г. Недостаток кадров в ордене и скорая смерть короля отложили реальное основание коллегиума до 1622 г. В 1621 г. гродненский староста Станислав Кособудский (Stanisław Kosobudzki), собираясь на войну с турками, в завещании на случай своего невозвращения записал ордену иезуитов деревню Сухая Баля. В результате орден основал миссионерскую станцию, при которой через год была открыта грамматикальная школа.
В 1709 году в коллегиуме стал преподаваться курс философии для схоластиков и построено отдельное каменное здание аптеки. Курс философии относил коллегиум к высшей школе. Следствием этого стало обустройство в 1713 году нового помещения библиотеки и увеличение собрания книг.
Следующая фаза активного развития началась в тридцатые годы XVIII ст. по окончании полосы войн. Видимым знаком этого стало украшение костёла в 1736-37 гг. уникальным главным алтарём работы Яна Христиана Шмидта из Решля (Jan Chrystian Schmidt z Reszla). Менее заметным признаком наступления нового качества в жизни коллегиума стало введение в её образовательную программу в 1737-38 гг. моральной теологии. Теология в учебном плане означала приближение коллегиума вплотную к уровню академии/университета, а это, в свою очередь, подстегнуло к развитию материальной базы. В 1744 году было окончено строительство всего комплекса зданий коллегиума. В 1745 году в библиотеке поставлены новые шкафы и смонтированы железные ставни. В 1752 году окончательно надстроены башни и купола костёла. В 1763 году надстроен этаж над аптекой. В 1762 году расширено содержание курса теологии и учреждено Братство Наисвятейшего Сердца Иисуса для расширения набожных практик в студенческой среде.